# 스나키 퍼피
스나키 퍼피(Snarky Puppy)는 미국의 재즈 퓨전 밴드이다. 텍사스주 덴턴에서 결성되었으며, 브루클린에서 주로 활동한다.